# Protestantische Klosterkirche (Hornbach)

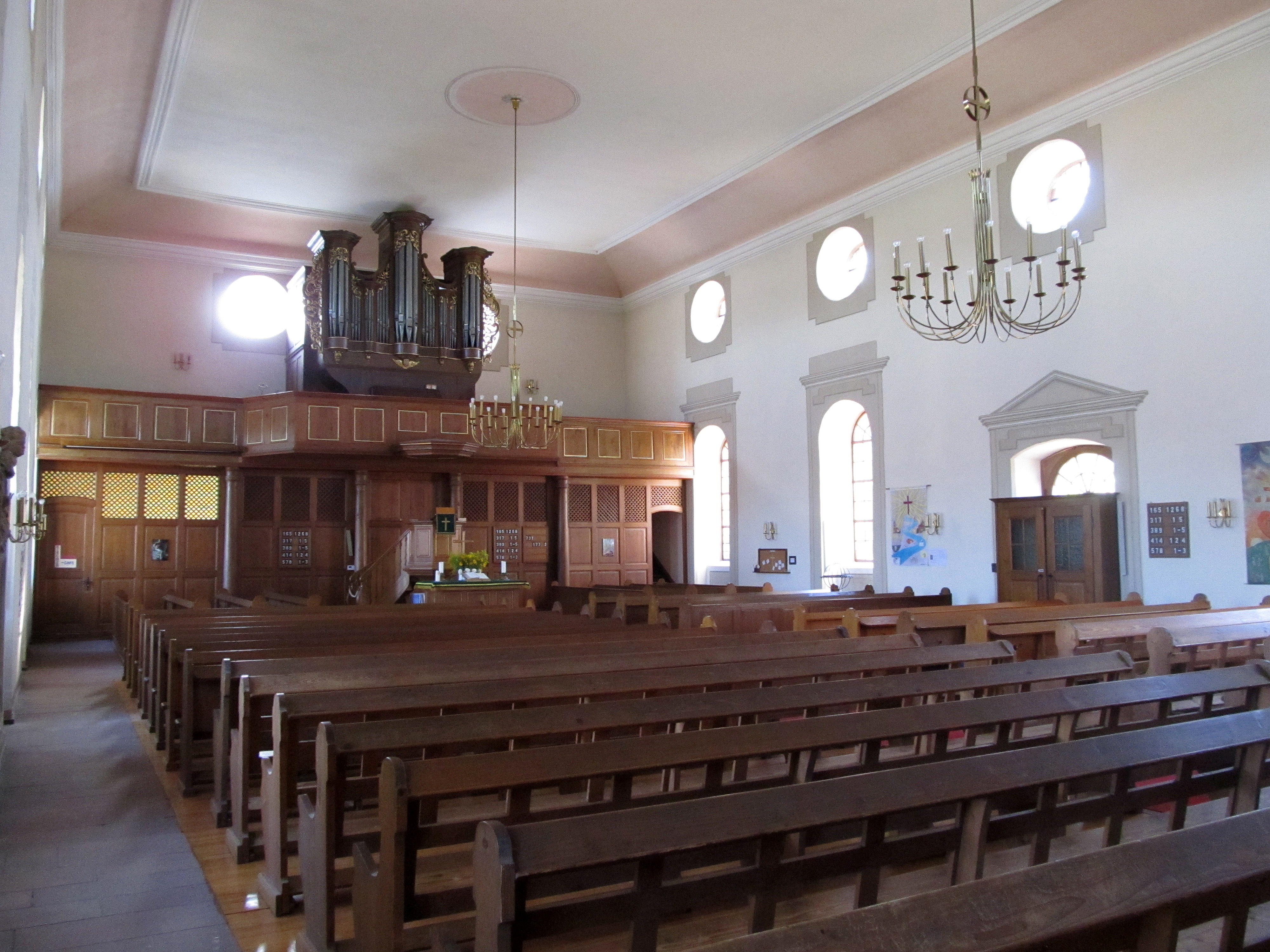
Innenraum

Die Klosterkirche (auch Stadtkirche) ist eine protestantische Kirche in Hornbach, Landkreis Südwestpfalz, Rheinland-Pfalz. Das Gotteshaus ist Pfarrkirche der Protestantischen Kirchengemeinde Hornbach im Kirchenbezirk (Dekanat) Zweibrücken der Evangelischen Kirche der Pfalz. Die Kirche ist im Verzeichnis der Kulturdenkmäler des Kreises Südwestpfalz aufgeführt.

## Geschichte
Nach Einführung der Reformation und Aufhebung des Klosters Hornbach im Jahr 1557 durch Pfalzgraf Wolfgang diente die dreischiffige ehemalige Klosterbasilika als Kirche der Protestanten. Nach dem Einsturz des Chores 1705 wurde ein Teil des Mittelschiffes als protestantische Kirche genutzt. Als die Kirche wegen Baufälligkeit nicht mehr nutzbar war, entschloss man sich 1783 zum Neubau. Die als Kirche genutzten Teile wurden abgebrochen und als Baumaterial verwendet. Der Neubau entstand südlich der früheren Klosterbasilika, wobei die Nordwand des Neubaus auf die Fundamente des ehemaligen Mittelschiffes gesetzt wurde und das ehemalige südliche Seitenschiff und das Südquerhaus überbaut wurden. Die neue protestantische Kirche wurde 1786 eingeweiht. Als Turm diente anfangs ein Westturm der Klosterbasilika. Die Pläne für das Kirchengebäude, mit 525 Sitzplätzen, stammten von dem herzoglichen pfalz-zweibrückischen Baudirektor Friedrich Gerhard Wahl. Der 42 m hohe, weithin sichtbare Turm der Kirche wurde in den Jahren 1841 bis 1844 erbaut.
Nach Beschädigungen im Zweiten Weltkrieg wurde die Kirche 1951 wiederhergestellt.

## Architektur
Das Kirchengebäude entstand im Stil des Frühklassizismus. Aus Kostengründen entschloss man sich, einen einfachen, rechteckigen Saalbau mit Walmdach zu errichten. Das Kirchengebäude besitzt fünf Fensterachsen, wobei in die mittlere Achse auf der Südseite ein Seitenportal integriert ist. Das Hauptportal befindet sich im Turm der Kirche, der erst in den 1840er Jahren der Westfassade des Saalbaus vorangestellt wurde. 1895/96 wurde ein protestantisches Pfarrhaus im Stil des Späthistorismus bei der Kirche erbaut.